# Brucknerallee 182 (Mönchengladbach)

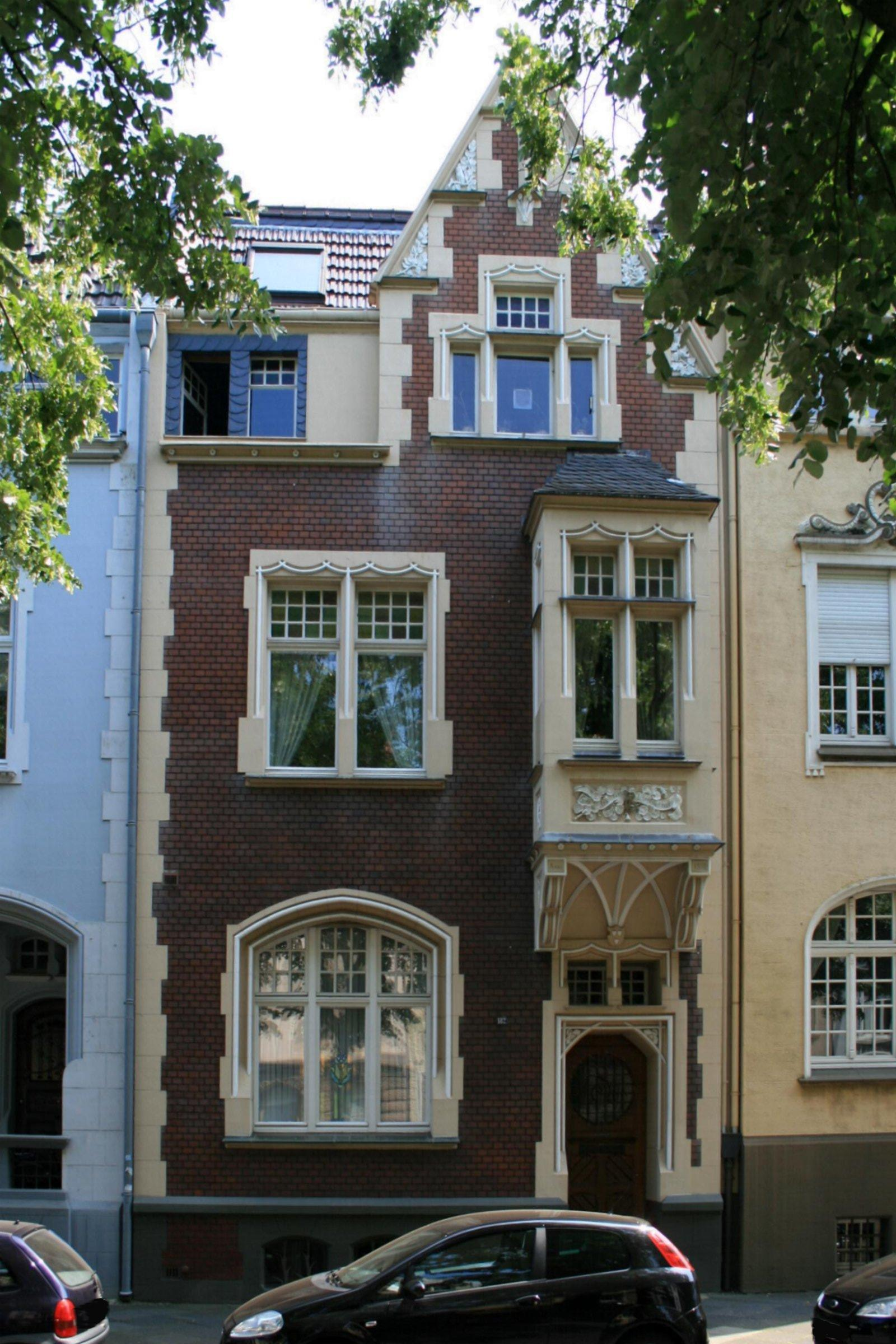
Wohnhaus (2010)

Das Wohnhaus Brucknerallee 182 steht im Stadtteil Grenzlandstadion in Mönchengladbach (Nordrhein-Westfalen).
Das Gebäude wurde 1899 erbaut. Es ist unter Nr. B 068 am 30. August 1988 in die Denkmalliste der Stadt Mönchengladbach eingetragen worden.

## Architektur
Zweieinhalbgeschossiges Reihen-Wohnhaus von zwei Fensterachsen mit steilem, ziegelgedecktem Satteldach. 1899 zusammen mit dem linken Nachbarhaus errichtet. Fenster unterschiedlicher Gestalt und Größe öffnen die in gotisierenden Formen aufgeführte, mit rotbraunen Klinker-Plättchen verblendete Stuckfassade. Das rechte Joch wird betont durch einen spitz auslaufenden Dreiecksgiebel, den seitlich vegetabilisch ornamentierte Putzfelder und mittig eine fialartige Vorlage schmücken.